# Потапенко Роман Якович
Роман Якович Потапенко (1897, місто Тараща Таращанського повіту Київської губернії, тепер Таращанського району Київської області — розстріляний 2 вересня 1937, Київ) — радянський партійний діяч, 2-й секретар Київського міськкому КП(б)У. Член ЦК КП(б)У в січні 1934 — травні 1937 р. Кандидат в члени ЦК КП(б)У в червні — липні 1937 р.

## Біографія
Народився в родині єврейського столяра. У 1912 році закінчив чотирикласне єврейське училище в місті Таращі Київської губернії. У вересні 1912 — вересні 1917 р. — складач типографії Рахліса у Таращі. У жовтні 1917 — травні 1918 р. — безробітний у місті Таращі.
У червні — серпні 1918 р. — складач типографії революційної ради у місті Нижньому Новгороді, РРФСР.
Член РКП(б) з вересня 1918 року.
У вересні 1918 — лютому 1919 р. — червоноармієць запасного полку в місті Нижньому Новгороді. У березні 1919 — квітні 1920 р. — курсант 1-х Московських кулеметних курсів командного складу. У травні 1920 — листопаді 1921 р. — начальник кулеметної команди 251-го полку 24-ї дивізії РСЧА.
У грудні 1921 — жовтні 1924 р. — складач типографії штабу Українського військового округу у місті Харкові. У листопаді 1924 — січні 1927 р. — секретар партійного комітету КП(б)У типографії штабу Українського військового округу у Харкові.
У лютому 1927 — липні 1929 р. — завідувач організаційного відділу Журавльовського районного комітету КП(б)У міста Харкова. У серпні 1929 — липні 1930 р. — завідувач відділу керівних партійних органів Харківського окружного комітету КП(б)У.
У серпні 1930 — квітні 1934 р. — секретар партійного комітету ВКП(б) Харківського тракторного заводу.
У травні 1934 — березні 1935 р. — заступник секретаря Київського міського комітету КП(б)У.
У березні 1935 — жовтні 1936 р. — 2-й секретар Київського міського комітету КП(б)У, одночасно завідувач відділу партійних кадрів Київського міського комітету КП(б)У.
У жовтні 1936 — червні 1937 р. — слухач Вищої школи партійних організаторів у Москві.
У травні — липні 1937 р. — 2-й секретар Чернігівського міського комітету КП(б)У Чернігівської області.
7 липня 1937 року заарештований. 2 вересня 1937 року розстріляний в Києві.